# 国是
国是（こくぜ）とは、その国の大部分の政策の方向性を決定付ける、国民の支持を得た方針のことであり、基本的には長期的に維持される。憲法と違い、内政・外交その他諸々の分野全てを網羅するものではなく、内政のみ、もしくは外交のみに作用するということも決して珍しいことではない。そもそも法律として明文化されるとは限らない。よって法的拘束力が無い場合が珍しくない。大抵は「○○主義」などというように簡潔な表現で呼称できる。
上記にあるように長期的に遂行されるものであるため、これによってその国の性格付けがなされやすい。逆に言えば、国是を知ればその国の性格がある程度知ることができると言える。国是の形成は、その国の建国のプロセス、もしくはその国の歴史上の大きな転換点となるような出来事上から形成される場合が多い。例えば建国する際の目標であったものが、建国後そのまま国是としているケースである。このように歴史と密接に絡んでいるのが常であるため、その国の国是を理解するには、その国の歴史を学ぶ必要があると言える。
明治維新の初期に、明治政府は明治天皇の勅問という形式で「開国和親」を国是とすることを諸藩代表（公議所・上局）にその是非を問い、その結果明治2年5月28日（1869年7月7日）にこれを是とするという勅答を行った。非核三原則は現在の日本の国是とされるが、現実には「核を持ち込まない」という原則が守られていないといったことや、核抑止力を確保する点で非核三原則を守ることに異論もある。